# Statin

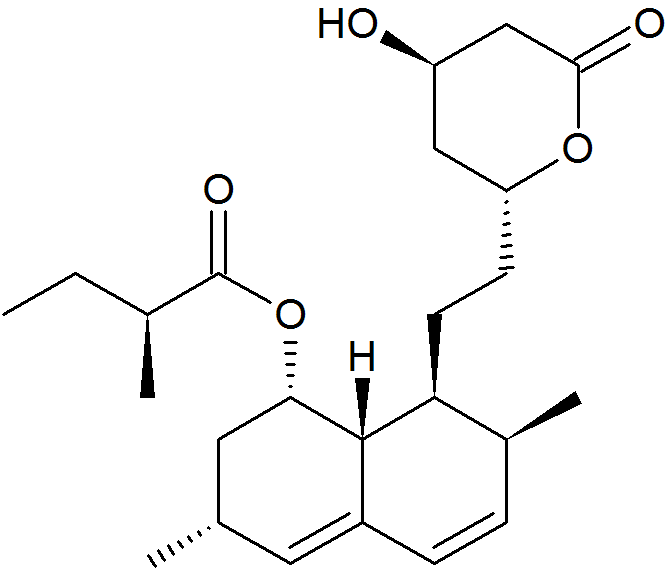
Lovastatin

Statiny jsou léčiva fungující jako hypolipidemika. Léčí se jimi tedy zvýšená hladina některých lipidů v krvi.

## Použití
Užívání statinů je indikováno zejména u izolované hypercholesterolémie (zvýšená hladina cholesterolu v krvi) včetně příbuzných forem, ale své uplatnění najdou i v léčbě tzv. smíšených dyslipidémií, kde kromě hladin cholesterolu je porušena i rovnováha jiných krevních lipidů (např. neutrálních tuků, tzv. triacylglycerolů). V těchto indikacích jsou často kombinovány statiny s jinými skupinami hypolipidemik (např. fibráty).

## Mechanismus účinku
Mechanismus účinku statinů spočívá v inhibici („zablokování“) enzymu HMG-CoA reduktázy (čili beta-hydroxy beta-metyl glutaryl-koenzym A reduktáza). Tato reduktáza katalyzuje první krok tzv. endogenní biosyntézy cholesterolu. Tím, že zablokují HMG-CoA reduktázu, vystaví játra nedostatku cholesterolu (např. pro syntézu žlučových kyselin), což jaterní buňka kompenzuje zejména zvýšenou expresí tzv. LDL receptorů. Tyto receptory navážou krevní LDL částice (obsahující cholesterol) a využití cholesterolu z těchto částic. V důsledku takových změn dojde k poměrně účinnému poklesu LDL („zlého“) cholesterolu v krvi (až o 30 %), ale i k mírnému vzestupu HDL („hodného“) cholesterolu.
Statiny mírně snižují i sérovou koncentraci VLDL a triacylglycerolů, mechanismus těchto účinků je však složitější.[zdroj?] Mohou být použity i ke snižování krevního tlaku a k léčbě některých autoimunitních onemocnění (potlačují MHC II. třídy a podporují TH2-cytokiny na úkor TH1).

### Nežádoucí účinky
Vedlejší účinek statinů může být cukrovka, deprese, poruchy spánku, sexuální dysfunkce, poškození jater, bolesti svalů aj. Nejčastějšími nežádoucími účinky jsou symptomy týkající se svalů (SAMS), které byly v klinických studiích nalezeny u 1 až 5 % uživatelů.

## Příklady
Nejpoužívanějšími statiny u nás jsou atorvastatin, rosuvastatin, v menší míře simvastatin a fluvastatin.